# Jan Skotnicki (reżyser)

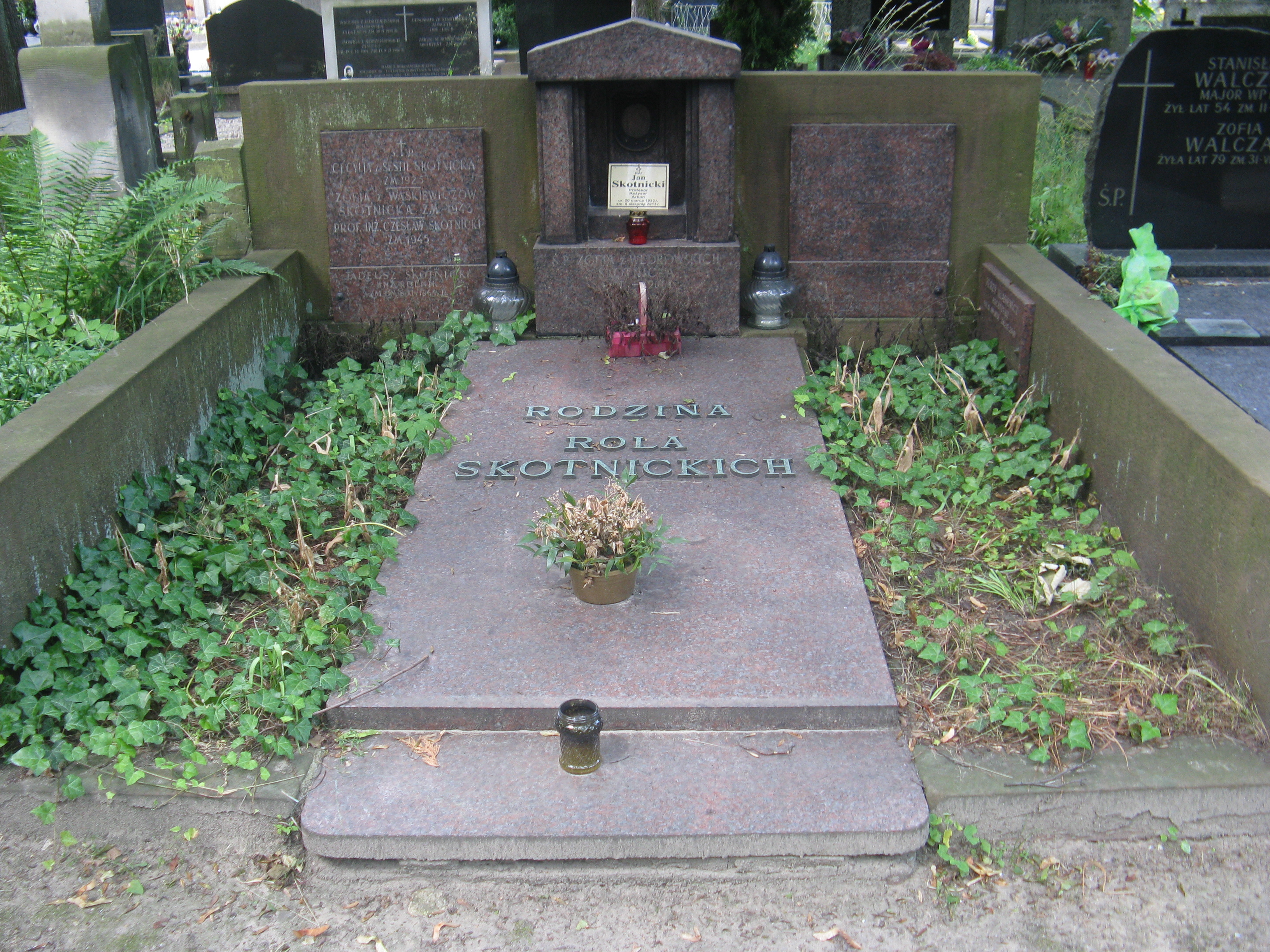
Grób Czesława i Jana Skotnickich na cmentarzu Powązkowskim

Jan Skotnicki (ur. 20 marca 1933 w Łodzi, zm. 8 sierpnia 2013 w Stegnie) – polski reżyser filmowy i teatralny, aktor.

## Życiorys
Początkowo studiował na Wydziale Polonistyki Uniwersytetu Łódzkiego, ale po przystąpieniu do działającej nielegalnie korporacji studenckiej Arkonia został zmuszony do przerwania nauki. Wyjechał do Warszawy, gdzie ukończył polonistykę i rozpoczął studia na Wydziale Reżyserskim w Państwowej Wyższej Szkole Teatralnej. Ukończył je w 1966, od 1971 przez trzy lata był prorektorem tej uczelni. W 1975 wyjechał do Płocka, gdzie należał do organizatorów Teatru Dramatycznego im. Jerzego Szaniawskiego, a następnie do 1981 był dyrektorem tej placówki. W 1997 został wybrany na sekretarza artystycznego Teatru Narodowego i pełnił tę funkcję do 2004. W 1998 otrzymał tytuł profesorski. Do przejścia na emeryturę w 2010 wyreżyserował ok. stu przedstawień. Spoczywa na cmentarzu Powązkowskim w Warszawie (kw. 91–I–26/27).

## Nagrody
- II Ogólnopolski Festiwal Sztuk Dziecięcych w Wałbrzychu – nagroda za adaptację sztuki „Czarodziej ze Szmaragdowego Grodu” (1981)
- IX Opolskie Konfrontacje Teatralne – nagroda za reżyserię „Krakowiaków i górali” (1983)
- Złoty Ekran za inscenizację i reżyserię widowiska „Misterium Wielkanocne” według Leona Schillera (1989)
- Nagroda dla spektaklu „Wesoła wdówka” w reż. J. Skotnickiego i Andrzeja Jakimca z Teatru Dramatycznego im. Węgierki z Białegostoku przyznana w plebiscycie na najpopularniejszy spektakl w 1991 r. (1992)

## Odznaczenia
- Honorowa Odznaka miasta Łodzi (1958)
- Złota Odznaka ZSP (1961)
- Odznaka za zasługi dla woj. warszawskiego (1975)
- Złoty Ekran za inscenizację i reżyserię widowiska „Misterium Wielkanocne” Leona Schillera” (1990)
- Tytuł naukowy profesora z rąk Prezydenta RP (1998)